# IC 3568
IC 3568 o Nebulosa Rodaja de Limón es una nebulosa planetaria en la constelación de Camelopardalis, la jirafa. Está situada cerca del polo norte celeste, a igual distancia de éste que ε Ursae Minoris. A pesar de su pequeño tamaño y su tenue brillo (magnitud aparente 10,6), esta nebulosa es visible con un telescopio de 125 mm, ya que se localiza en un área libre de estrellas brillantes. Se encuentra a unos 9000 años luz de distancia de la Tierra.
IC 3568 constituye un ejemplo de nebulosa planetaria esférica y fue conocida cómo La (nebulosa) planetaria del teórico por su aspecto redondeado y sin rasgos hasta que una imagen obtenida con el Telescopio Espacial Hubble, y que se muestra a la derecha, mostró una brillante región interior de 6,4 arcsec de diámetro con una estructura compleja en donde se aprecian rasgos lineales, los cuales justifican que a veces sea conocida cómo la Nebulosa de la rodaja de limón (Lemon slice nebula en inglés) y que se alejan de la estrella central, la cual tiene una temperatura superficial estimada en 57,000 Kelvin y una luminosidad varios miles de veces superior a la del Sol. Un halo mucho más tenue y suave envuelve la región interior.